# Lissotesta
Lissotesta es un género de molusco gasterópodo marinos de la familia Turbinidae. 

## Especies
Las especies de este género son:
- Lissotesta ambigua
- Lissotesta arenosa
- Lissotesta aupouria
- Lissotesta benthicola
- Lissotesta beta
- Lissotesta bicarinata
- Lissotesta conoidea
- Lissotesta decipiens
- Lissotesta errata
- Lissotesta exigua
- Lissotesta gittenbergeri
- Lissotesta granum
- Lissotesta impervia
- Lissotesta japonica
- Lissotesta liratula
- Lissotesta macknighti
- Lissotesta major
- Lissotesta mammillata
- Lissotesta micra
- Lissotesta minima
- Lissotesta minutissima
- Lissotesta notalis
- Lissotesta oblata
- Lissotesta otagoensis
- Lissotesta radiata
- Lissotesta scalaroides
- Lissotesta similis
- Lissotesta sobrina
- Lissotesta strebeli
- Lissotesta studeri
- Lissotesta turrita
- Lissotesta unifilosa